# أنجيلا فنسنت
أنجيلا فنسنت (بالإنجليزية: Angela Vincent)‏ هي عالمة أعصاب وأحيائية بريطانية، ولدت في 1942 في ووكينغ في المملكة المتحدة.